# Praséodyme

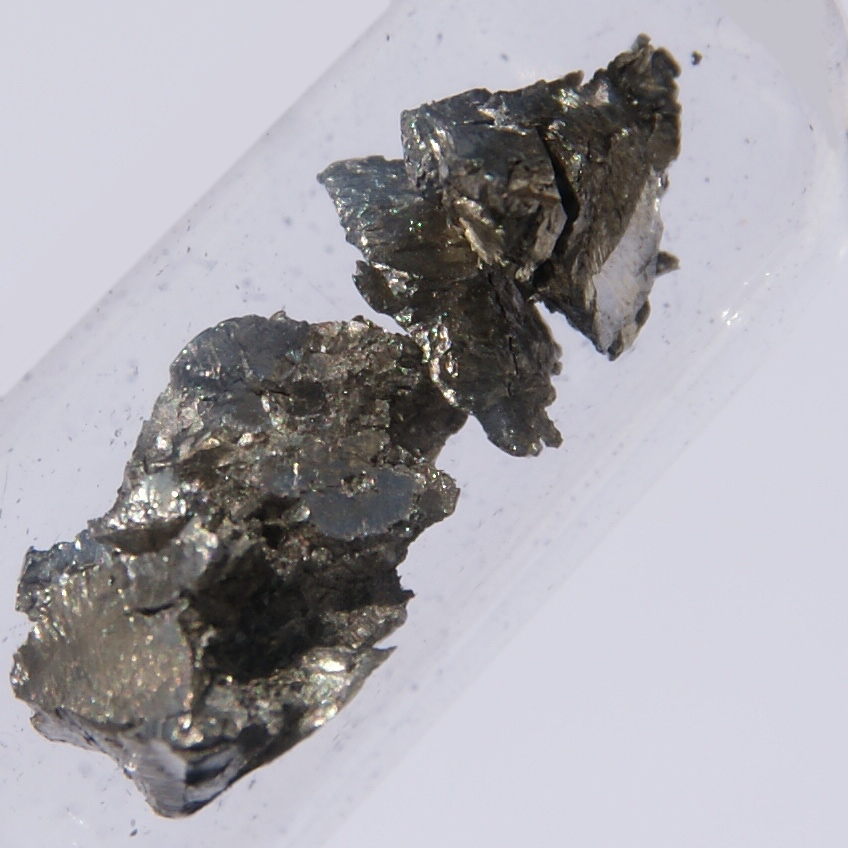
Échantillon de praséodyme.

Le praséodyme est l'élément chimique de numéro atomique 59, de symbole Pr. Il appartient au groupe des terres rares et à la famille des lanthanides.
Dans les conditions normales de température et de pression, le corps simple est un métal de couleur gris argent. À température ambiante, il est ductile, malléable et s'oxyde lentement à l'air. On le conserve dans de l'huile minérale, car il réagit fortement avec l'eau et peut s'enflammer spontanément au contact de l'oxygène de l'air.

## Histoire et origine du nom
Le mot « praséodyme », francisation de l'allemand praseodym, dérive de celui de son oxyde, nommé d'abord praseodidymia par son découvreur Carl Auer von Welsbach et abrégé plus tard en praseodymia. Ce nom est construit sur les mots grecs πράσον / práson (« poireau ») et δίδυμος / dídumos (« double, jumeau »). La mention du poireau fait référence à la couleur verte de l'oxyde, et didymia est le nom donné antérieurement à un mélange d'oxydes, dont Carl Auer a extrait celui du praséodyme.
La découverte du praséodyme s'est déroulée en plusieurs étapes :
- en 1840, Carl Gustaf Mosander obtient deux oxydes différents à partir d'un sulfate de lanthane (ru) impur, l'oxyde de lanthane purifié et ce qu'il pense être l'oxyde d'un nouvel élément et qu'il nommera plus tard didymia (car le « jumeau » de l'oxyde de lanthane)[6],[7] ;
- en 1853, Jean Charles Galissard de Marignac suggère que l'oxyde de didyme (la didymia) est lui-même un oxyde impur[8], ce que Marc Delafontaine conforte en 1878 par des mesures spectroscopiques ;
- en 1885, Carl Auer montre que cette didymia est en fait un mélange de deux oxydes qu'il nomme praseodidymia (« didymia vert poireau ») et neodidymia (« nouvelle didymia »), abrégés plus tard en praseodymia et neodymia (l'oxyde de praséodyme et l'oxyde de néodyme)[8],[9],[10],[11].

## Propriétés physiques
Le praséodyme est un métal doux, argenté, malléable et ductile du groupe des lanthanides. Il est un peu plus résistant à la corrosion dans l'air que l'europium, le lanthane, le cérium et le néodyme mais il produit une couche verte d'oxyde peu adhérente qui éclate lorsqu'elle est exposée à l'air. Le métal est ainsi exposé de nouveau à l'oxydation. On conserve donc, en général, le praséodyme, sous huile ou en ampoules scellées.
Au contraire d'autres métaux de terres rares qui se montrent antiferromagnétiques et/ou ferromagnétiques à basse température, Pr est paramagnétique à n'importe quelle température supérieure à 1 K.

## Propriétés chimiques

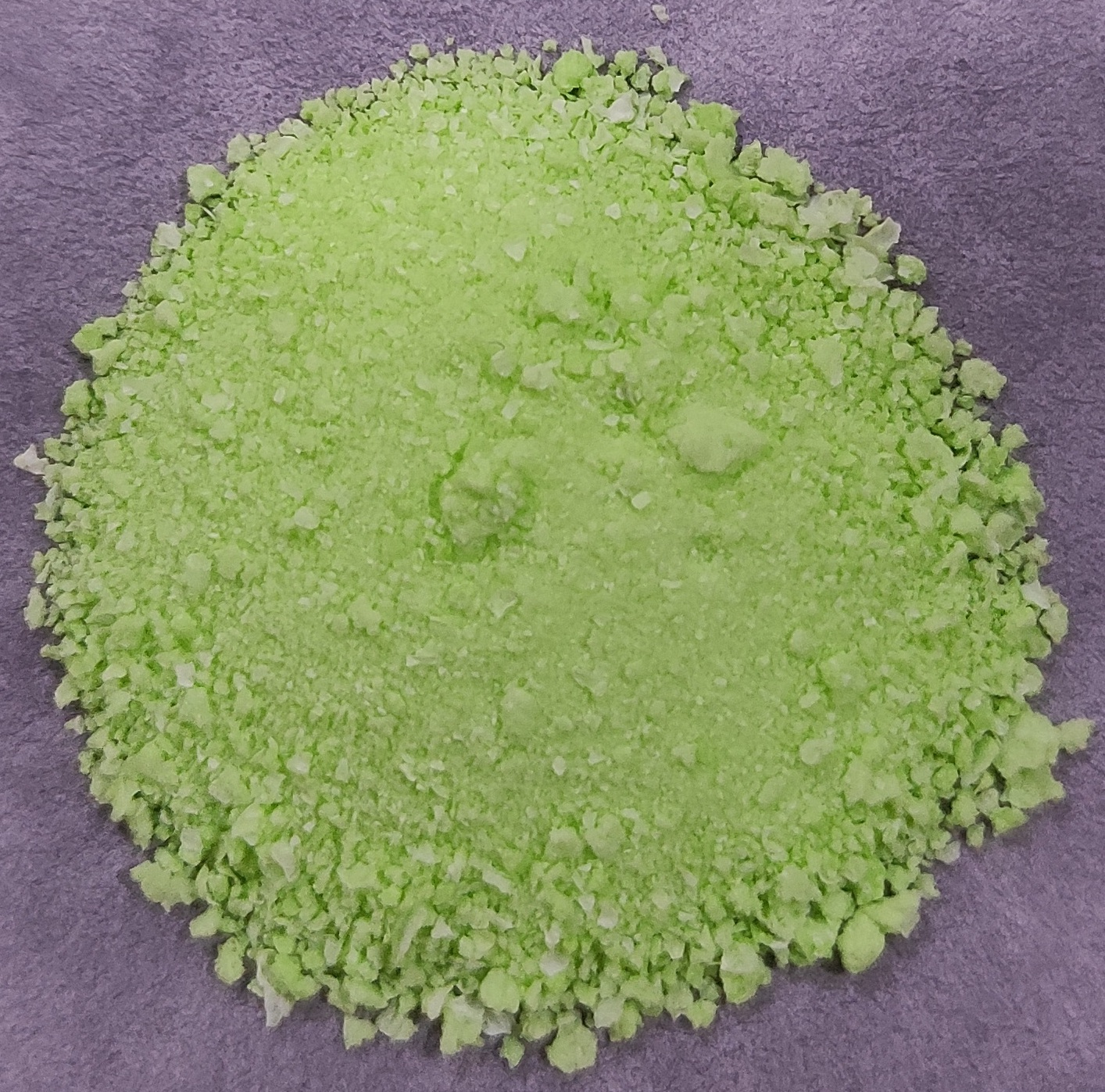
Du hydroxyde de praséodyme écrasé.

Le praséodyme métallique ternit lentement à l'air et brûle à 150 °C pour former les oxydes de praséodyme (III et IV) :
12 Pr + 11 O2 → 2 Pr6O11
Le praséodyme est relativement électropositif et réagit lentement avec de l'eau froide et plus rapidement avec de l'eau chaude pour former l'hydroxyde de praséodyme :
2 Pr (s) + 6 H2O (l) → 2 Pr(OH)3 (aq) + 3 H2 (g)
Le praséodyme métallique réagit avec tous les halogènes.
2 Pr (s) + 3 F2 (g) → 2 PrF3 (s) [vert]
2 Pr (s) + 3 Cl2 (g) → 2 PrCl3 (s) [vert]
2 Pr (s) + 3 Br2 (g) → 2 PrBr3 (s) [vert]
2 Pr (s) + 3 I2 (g) → 2 PrI3 (s) [vert]
Il se dissout facilement dans l'acide sulfurique dilué pour constituer une solution qui contient les ions verts de Pr(III) sous forme de complexes [Pr(H2O)9]3+
2 Pr (s) + 3 H2SO4 (aq) → 2 Pr3+(aq) + 3 SO42− (aq) + 3 H2 (g)

## Composés
Dans ses composés, le praséodyme se présente dans les états +2, +3 et/ou +4. Le praséodyme(IV) est un oxydant puissant, il oxyde l'eau instantanément en oxygène (O2) ou l'acide chlorhydrique en chlore. Ainsi en solution aqueuse, l'état d'oxydation +3 est le maximum. 

Les sels de praséodyme sont jaune verdâtre et, en solution, montrent un simple spectre d'absorption dans la région visible avec une bande dans le jaune orangé à 589-590 nm et trois bandes dans la région bleu/violet à 444, 468 et 482 nm environ. Ces positions varient légèrement selon le contre-ion. L'oxyde de praséodyme lorsqu'il est obtenu par calcination de sels comme l'oxalate ou le carbonate dans l'air est de couleur noire (avec des reflets brun-vert) et contient du praséodyme +3 et +4 dans une proportion variable dépendant des conditions de la réaction. Sa formule est conventionnellement écrite : Pr6O11.
Les composés moléculaires de praséodyme se trouvent principalement dans l'état d'oxydation +III comme tout autre lanthanide. Plusieurs exemples contiennent un ion praséodyme(II). Au contraire, il existe uniquement un exemple de composé moléculaire de Pr(IV).

### Autres composés du praséodyme
- Fluorures : PrF2, PrF3, PrF4
- Chlorure : PrCl3
- Bromures : PrBr3, Pr2Br4
- Iodures : PrI2, PrI3, Pr2I5
- Oxydes : PrO2, Pr2O3, Pr6O11
- Sulfures : PrS, Pr2S3
- Sulfates : Pr2(SO4)3
- Séléniure : PrSe
- Tellurures : PrTe, Pr2Te3
- Nitrure : PrN

## Isotopes
Naturellement, le praséodyme est composé d'un isotope stable, le 141Pr ; ce qui en fait un élément monoisotopique. Trente huit radioisotopes ont été caractérisés dont le plus stable est 143Pr avec une demi-vie de 13,57 jours et 142Pr avec une demi-vie de 19,12 heures. Tous les autres isotopes radioactifs ont une demi-vie moindre que 6 heures et la majorité a une demi-vie moindre que 33 secondes. Cet élément a aussi six isomères nucléaires, les plus stables étant 138mPr (t½ 2,12 heures), 142mPr (t½ 14,6 minutes) and 134mPr (t½ 11 minutes).
La plage de poids atomiques des isotopes va de 120,955 u (121Pr) à 158,955 u (159Pr). Le premier type de désintégration avant l'isotope stable, 141Pr, est une capture électronique et le premier type après cet isotope est une radioactivité bêta. Le premier produit de radioactivité avant 141Pr sont les isotopes de l'élément 58 (cérium) et les produits primaires après 141Pr sont les isotopes de l'élément 60 (néodyme).

## Histoire
En 1841, Carl Gustaf Mosander sépare la terre rare didyme de l'oxyde de lanthane. En 1874, Per Teodor Cleve découvre que le didyme est en fait deux éléments et, en 1879, Lecoq de Boisbaudran isole une nouvelle terre, le samarium du didyme extrait du minerai samarskite. En 1885, le chimiste autrichien, baron Carl Auer von Welsbach, sépare le didyme en deux éléments le praséodyme et le néodyme qui donnent des sels de couleurs différentes.
Dans la fin des années 1920, Leo Moser (fils de Ludwig Moser, fondateur de la cristallerie Moser à l'actuelle Karlovy Vary, en Tchéquie, à ne pas confondre avec Leo Moser, mathématicien) recherche l'utilisation du praséodyme dans la coloration du verre. Il en résulte un verre jaune-vert qu'il nomme « Prasemit ». Cependant, la même couleur peut être atteinte avec des colorants coûtant une petite fraction du coût de celui à base de praséodyme. Moser a aussi mélangé le praséodyme avec du néodyme pour produire le verre « Heliolite » qui fut plus accepté. Le premier emploi commercialement important de praséodyme purifié et qui perdure aujourd'hui est la coloration de la céramique.
Par séparation classique, il est difficile de purifier le praséodyme. Beaucoup moins abondant que le lanthane et le néodyme dont il doit être séparé, le praséodyme est dispersé dans un grand nombre de fractions et le rendement de la purification est faible. Historiquement, l'offre de praséodyme a toujours dépassé la demande, c'est pourquoi il est parfois offert moins cher que le néodyme plus abondant. Inutilisé tel quel, le praséodyme a été souvent utilisé en mélange avec le lanthane et le cérium. Ce mélange est appelé LCP selon les premières lettres de ses composants ; remplaçant les mélanges traditionnels de lanthanides, il est produit à partir de la monazite ou de la bastnäsite, LCP étant ce qui reste après extraction par solvant du néodyme recherché et de toutes les terres plus lourdes, plus rares et de plus grande valeur. Cependant LC (le mélange simple de lanthane et de cérium) commence à supplanter LCP.

## Origine
Le praséodyme est contenu en petites quantités dans la croûte terrestre (9,5 ppm). On le trouve dans les minerais de terres rares monazite et bastnäsite. On l'extrait de ces minerais par échange d'ions ou extraction par solvant à contre-courant.

## Utilisations

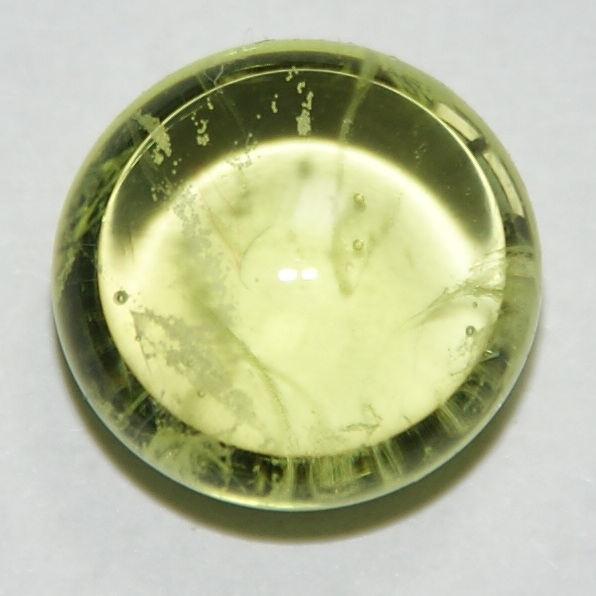
Verre au praséodyme.

- Pierre à briquet : le praséodyme entre dans la composition du mischmétal, base des pierres à briquet.
- Colorant du verre : il colore le verre en vert. En combinaison avec le néodyme, il colore les verres de protection solaire jusqu'aux lunettes de soudeur.
- Colorant pour céramiques : les pigments zircon (ZrSiO4) dopés au Pr donnent un jaune vif éclatant. Dans la fluorine (CaF2), le praséodyme donne une couleur rouge.
- Autres utilisations : dans les aimants permanents, en alliage avec le cobalt en substitution du samarium dans les phases Sm1-xPrxCo5. En additif dans les verres optiques « flint ». Comme composant de catalyseur dans l'industrie du pétrole.
- Amplificateur EDFA : une fibre optique dopée au praséodyme entre dans la composition d'un amplificateur optique de type EDFA.
- Compositions réfractaires
- Allié avec du nickel, le praséodyme a un fort effet magnétocalorique, ce qui a permis aux scientifiques de s'approcher à moins d'un millième de degré du zéro absolu.